# 西宁东关清真寺
东关清真寺是一座位于青海省西宁市东关大街东大街路南一侧的清真寺，總面積11940平方米，禮拜堂面積1102平方米。它始建於明朝洪武年間，外部有许多白色的拱，有着一绿一白的屋顶和两座很高的宣礼塔。
当马家军的军阀马麒和马步芳担任青海省主席的时候，他们牢牢控制着清真寺。
东关清真大寺1986年5月27日列入第四批青海省文物保护单位，2013年3月5日公布为第七批全国重点文物保护单位。
2021年，东关清真大寺被要求拆除建于2000年的清真寺行政樓部分，包括東樓穹頂和宣禮塔。寺民管会也发布声明说东楼穹顶及宣礼塔不属于文物部分，希望信众不信谣、不传谣，谨防极个别人借机误导。

## 图片集

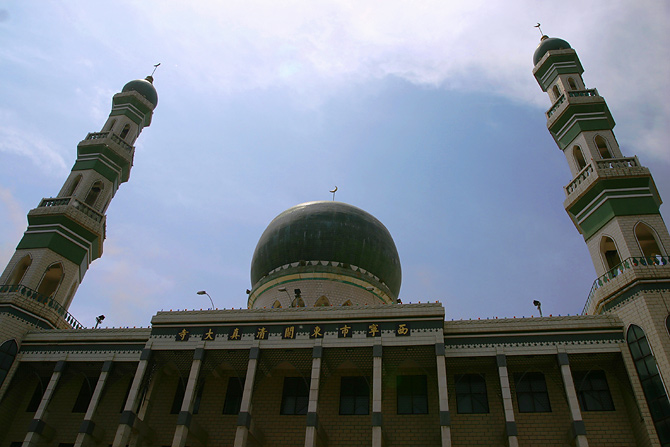
改造前的东关清真寺行政楼
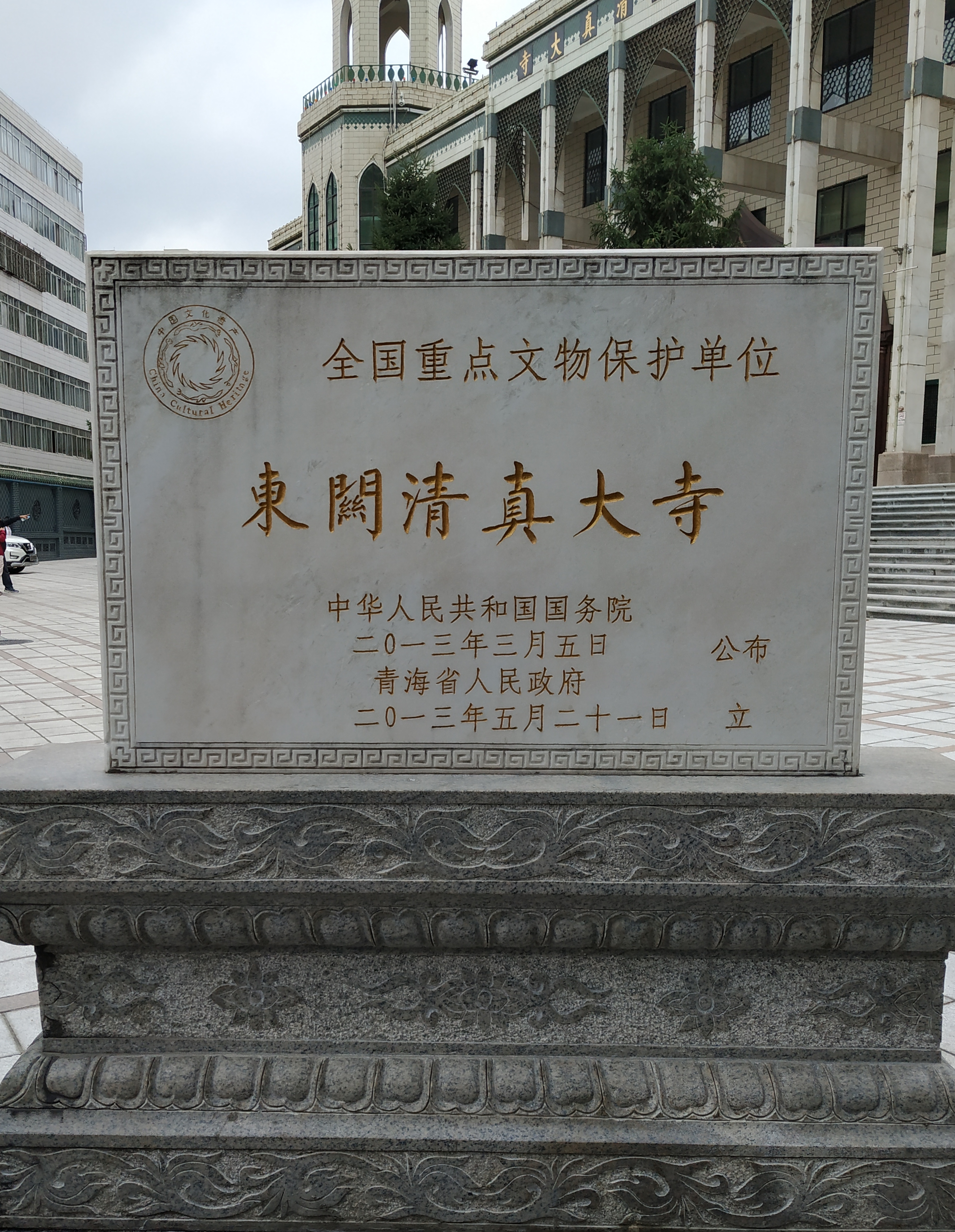
东关清真大寺文保碑
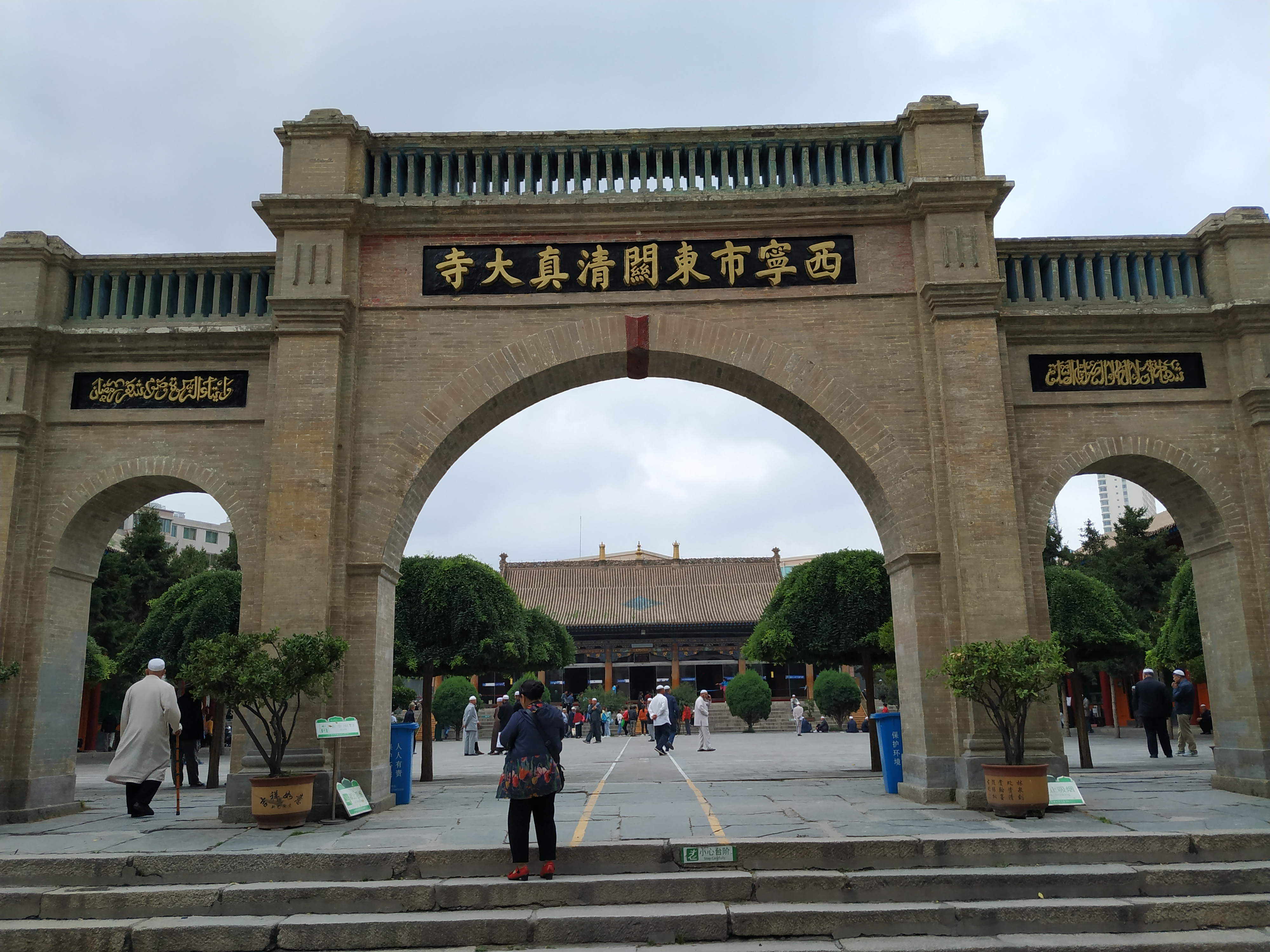
东关清真大寺拱门
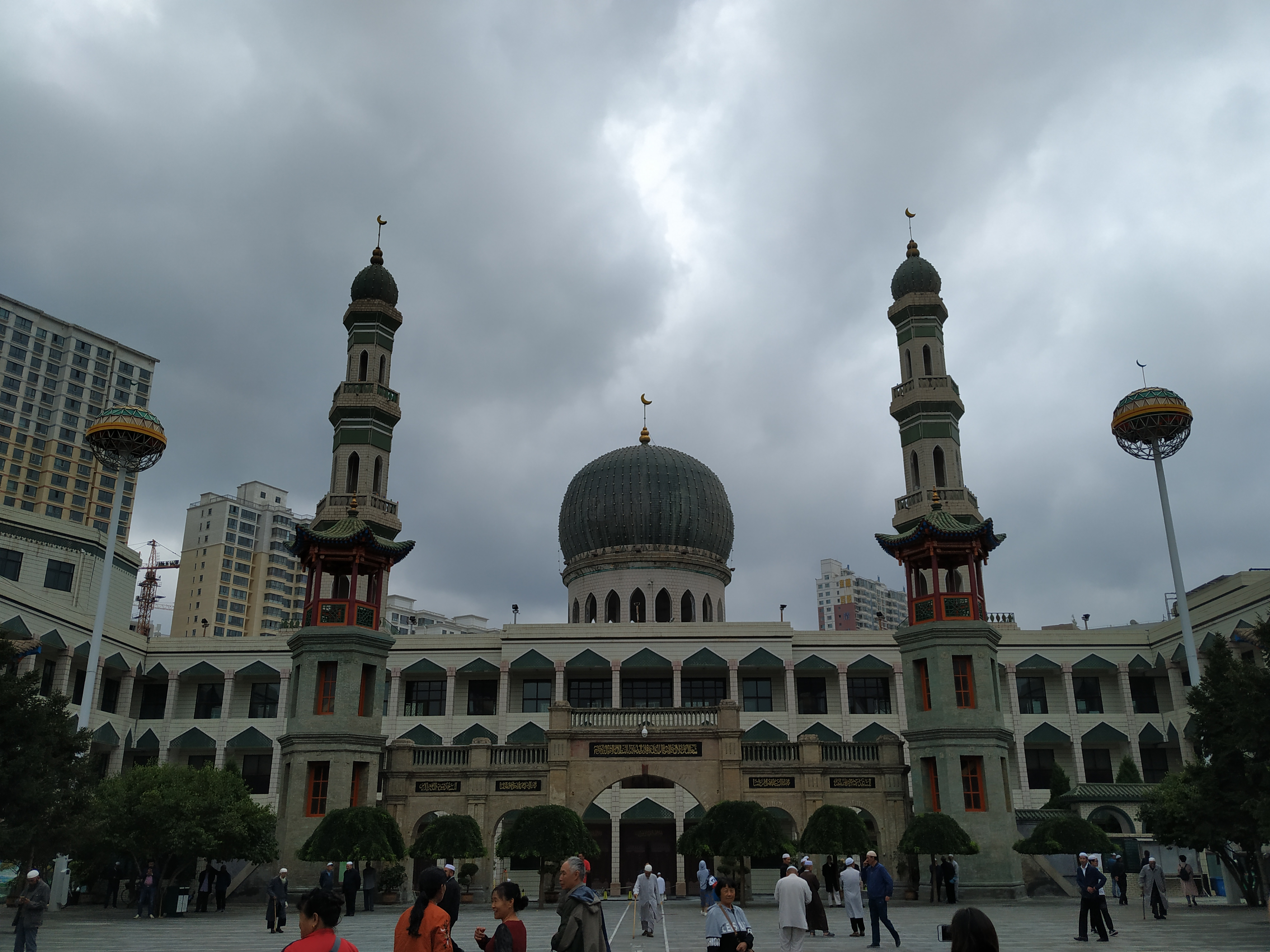
东关清真大寺行政楼
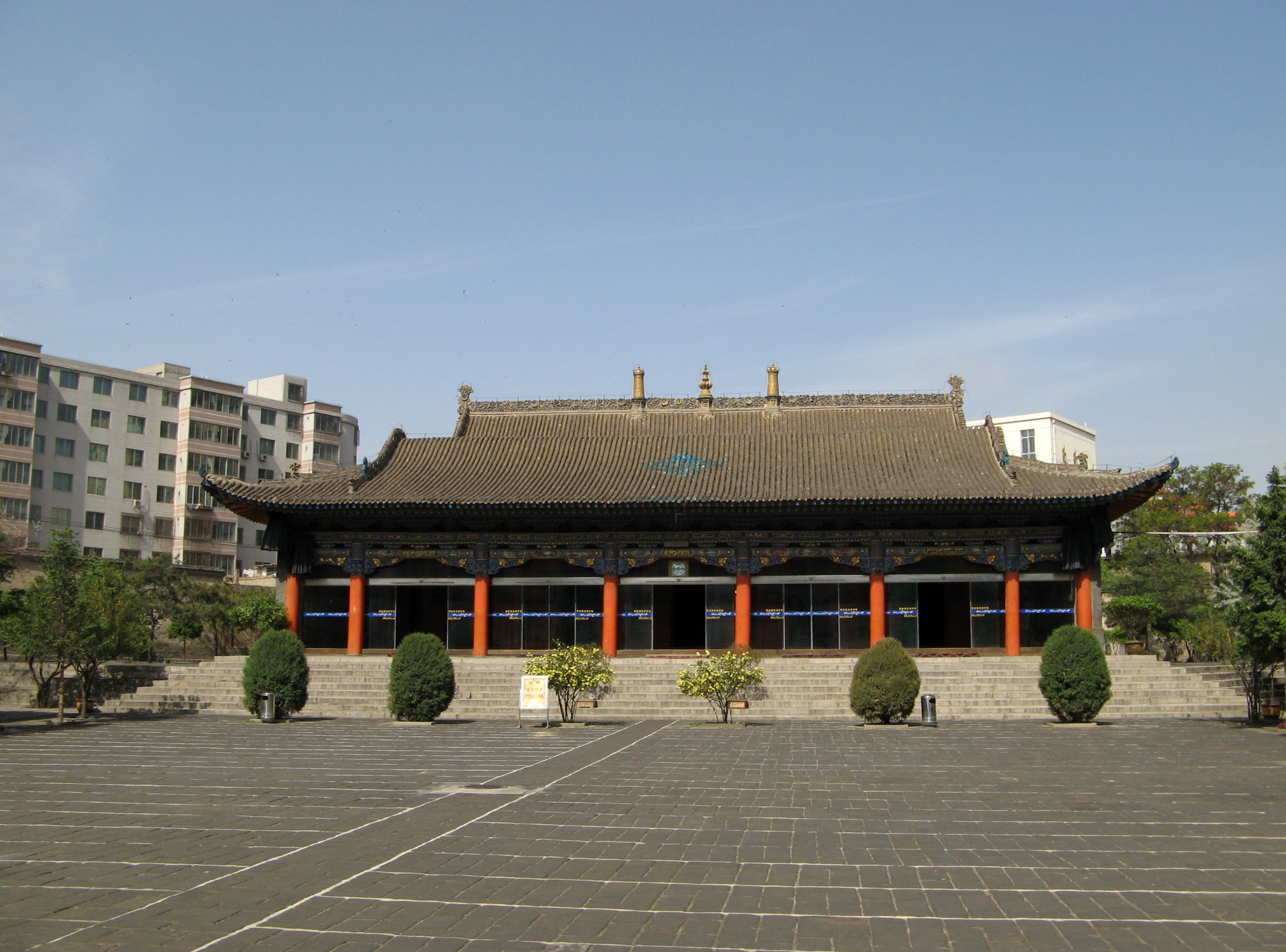
礼拜堂
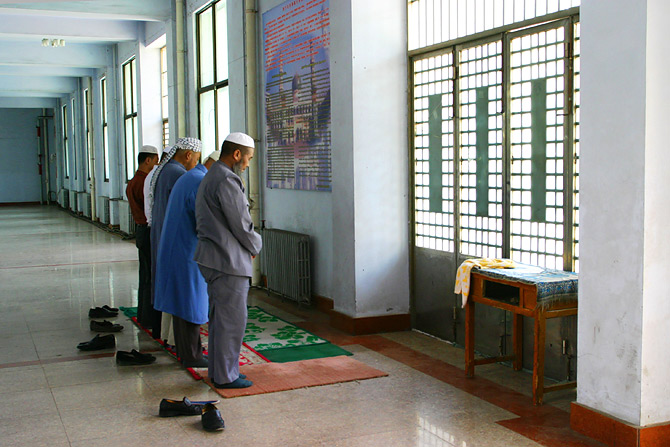
东关清真寺里面的教徒
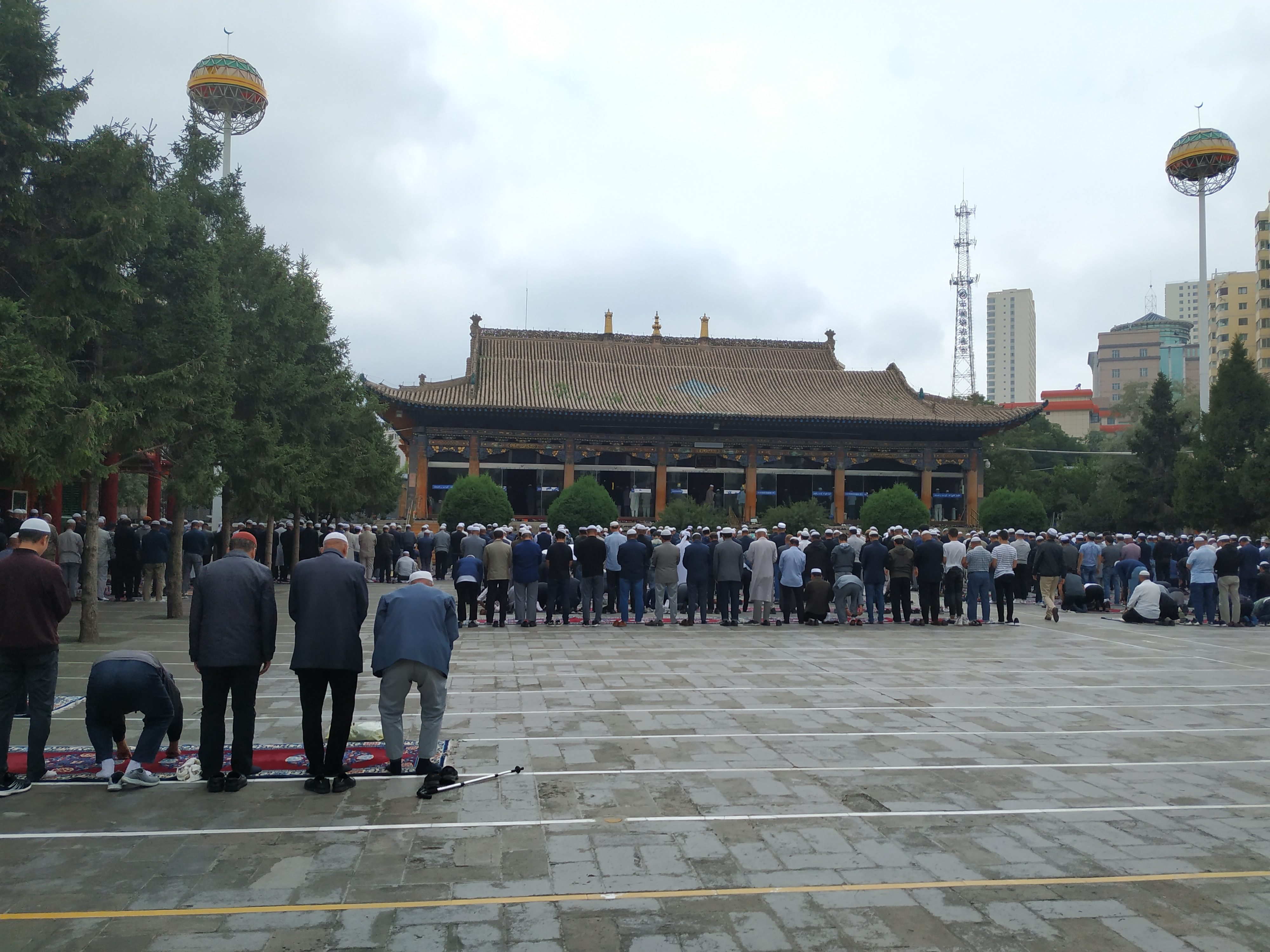
礼拜场景
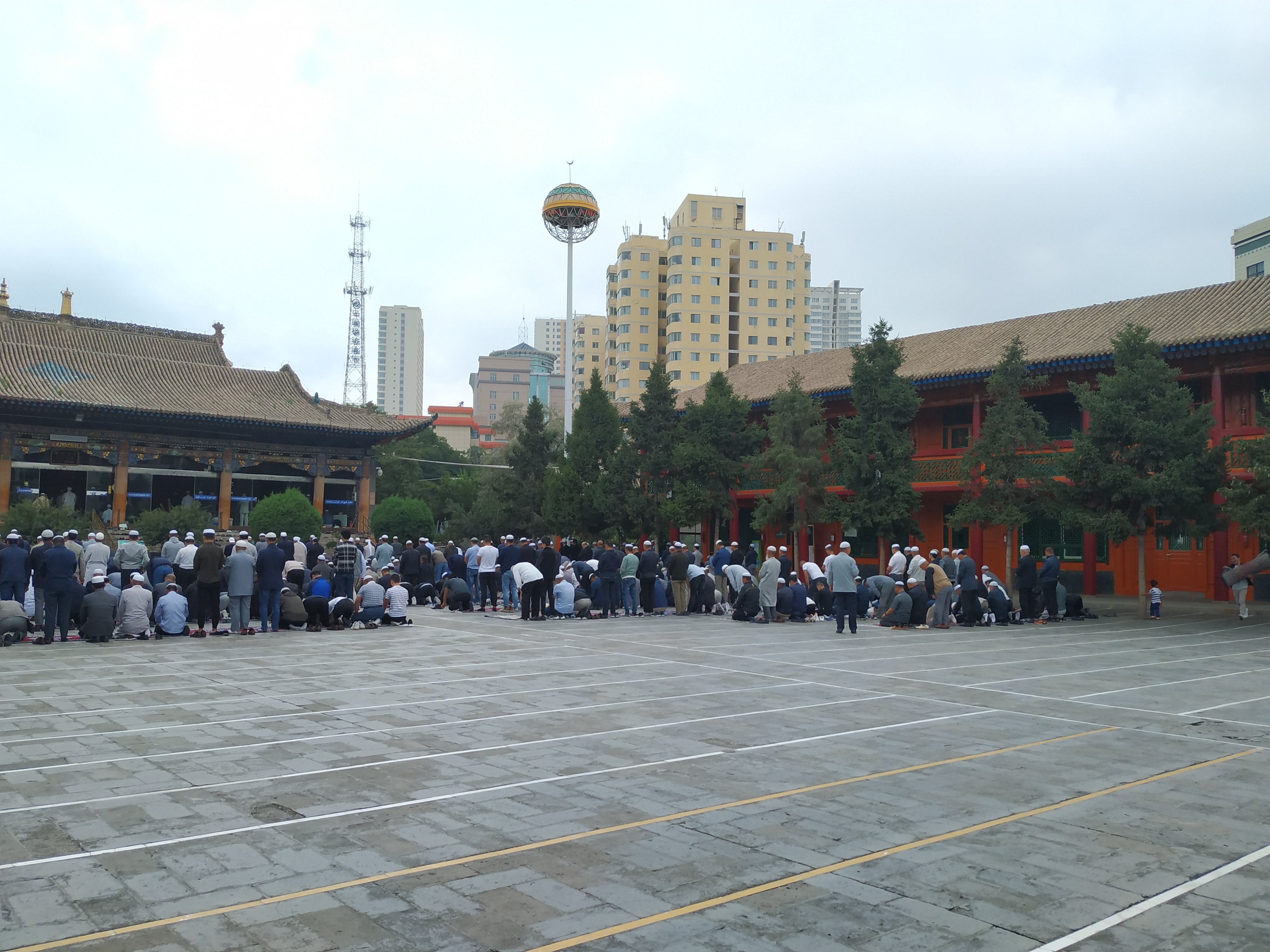
礼拜场景